# Alfred Basquin
Pour les articles homonymes, voir Basquin.
Alfred Jean-Baptiste  Basquin, né le 27 janvier 1895 à Poix-du-Nord et mort le 3 janvier 1957 à Mons-en-Chaussée (Somme) fut un homme politique français pendant l'entre-deux-guerres.

## Biographie

### Carrière professionnelle
Installé à Péronne, Alfred Basquin y exerce la profession d'hôtelier. Son dynamisme lui permet de devenir 1924 à 1930 président du syndicat régional des cafetiers, hôteliers et restaurateurs. 
Après la Seconde Guerre mondiale, il devient représentant de commerce à Mons-en-Chaussée près de Péronne. C'est là qu'il meurt en 1957, des suites d'une longue maladie.

### Carrière politique
En 1925, il est élu conseiller municipal à Péronne et le reste jusque 1935.
Battu en 1928 aux élections législatives, il est élu député socialiste SFIO de la Somme en 1932, dans la circonscription de Péronne. Réélu en 1936, lors des élections qui voient le triomphe du Front populaire. Il est secrétaire de la Chambre des députés pour un an en 1938 et président de la sous-commission de la batellerie.
Après la défaite et l'armistice du 22 juin 1940, il s'associe le 7 juillet à la déclaration de Gaston Bergery demandant la fin de la IIIe République, l'édification d'un ordre nouveau « national et social » et la réconciliation avec l'Allemagne. Le 10 juillet 1940, il vote en faveur de la l'attribution des pleins pouvoirs à Pétain.
En 1942, Alfred Basquin devient représentant de commerce dans le département du Puy-de-Dôme et rend des services à la Résistance.
À la Libération, le Jury d'honneur, réuni le 30 juin 1945, le déclare inéligible en raison de son vote du 10 juillet 1940. Il met alors un terme à sa carrière politique.